# 宇津内仮乗降場
宇津内仮乗降場（うつないかりじょうこうじょう）は、北海道（空知支庁）雨竜郡幌加内村（現・幌加内町）にあった日本国有鉄道（国鉄）深名線の仮乗降場（廃駅）である。利用者減少により1956年（昭和31年）11月19日以降に廃駅となった。

## 歴史
雨竜第一ダムの朱鞠内湖と雨竜第二ダムの宇津内湖を連絡する水路トンネルの建設工事と周辺の伐採林材搬出のために駅として設置され、駅員は6名が常駐した。工事の完了後は林材搬出も終わって貨客の扱いがほとんど無くなったため廃駅。仮乗降場となった。
- 1941年（昭和16年）10月10日 - 鉄道省深名線朱鞠内駅 - 初茶志内駅（後の天塩弥生駅）間延伸開通（深名線全通）に伴い宇津内駅として開業。一般駅[2]。
  - 朱鞠内駅から 6.2km 、蕗ノ台駅から 4.5 km の地点であった[2]。
- 1949年（昭和24年）
  - 3月31日 - 同日限りで廃止[3]。
  - 4月1日 - 宇津内仮乗降場（局設定）となる[4]。
  - 6月1日 - 公共企業体である日本国有鉄道に移管。
- 1956年（昭和31年）11月19日以降[4][注 1] - 利用者減少により廃止。駅舎は解体され、留萌本線北一已駅に移設された。

### 駅名の由来
所在地名より。なお、近くを流れるウツナイ川の由来については、アイヌ語の「ウッナイ（ut-nay）」（肋骨・川＝本流に直角で注いでいる小川）からとされる。

## 駅構造
駅舎は蕗ノ台、白樺、北母子里とほぼ同じ大きさと外見の木造であった。

## 駅周辺
- 雨竜川[7]
- ウツナイ川[7]
- 朱鞠内湖[7]
- 宇津内湖[7]

## その他
- 仮乗降場時代も1日数本停車しており、1952年（昭和27年）9月1日に改正されたダイヤによれば、上り3本・下り3本のうち、上りは9:55発と14:20発、下りは5:50発と15:15発が停車していた[8]。
- 朱鞠内 - 蕗ノ台間に、途中分岐として王子製紙（苫小牧製紙）専用線（0.2km）が1951年（昭和26年）版及び1953年（昭和28年）版の全国専用線一覧に記載されていたが、1957年（昭和32年）版には掲載されていない。
- この仮乗降場の駅舎がそのまま、留萌本線北一已駅の駅舎に転用された。

## 隣の駅
日本国有鉄道
深名線
湖畔駅 - 宇津内仮乗降場 - 蕗ノ台駅